# Smile Fish
Smile Fish — российская сеть домашних детских садов.

## История
Первый домашний детский сад «Рыбка-улыбка», который спустя 30 лет стал основой сети Smile Fish, в 1985 году открыла в Хабаровске семья педагогов в четвёртом поколении. Дело оказалось доходным, но создатели не рассматривали его как бизнес и до начала 2000-х провели всего 3 набора, в которых занимались и их собственные дети. С 1999 года «Рыбка-улыбка» расширялась, открывая новые отделения в арендованных квартирах на первых этажах жилых домов неподалёку. В штате появились не только друзья и родственники, но и профессиональные педагоги.
Старший ребёнок в семье основателей «Рыбки-улыбки» Иван Сорокин сам посещал домашний детский сад в составе самой первой группы, набранной в 1986 году. Окончив школу, он переехал в Киев, где сделал карьеру бизнес-тренера. После 2014 года Сорокин с семьёй переехал в Москву, присоединился к семейному бизнесу и начал развивать домашние детские сады под брендом Smile Fish по франшизе. Первыми франчайзи стали киевские знакомые Сорокина, а в 2015 году первый детский сад открылся в столице России.

## Формат
Компания работает в формате домашних детских садов, требования к которым значительно мягче, чем к традиционным частным садикам. Детские сады Smile Fish работают в переоборудованных квартирах на первых этажах жилых домов, в каждой группе занимается не более 16 детей одного возраста.
Каждый сад работает как отдельное ИП с ОКВЭД 88.91 «Предоставление услуг по дневному уходу за детьми». Как и другие частные дошкольные учреждения, домашние детские сады получают господдержку в рамках «Содействие занятости» в структуре нацпроекта «Демография».
Smile Fish развивается по франшизе. На октябрь 2024 года в сеть входил 121 сад (около 20 собственных и открытые по франшизе), которые посещали свыше 2500 воспитанников. Во всех учреждениях работает более 400 человек. Выручка сети по итогам 2021 года превысила 400 млн рублей. Это сделало компанию крупнейшей в сегменте домашних (семейных) детских садов, и, по собственной оценке, приблизило к топ-5 сетевых частных детских садов в России.
Сеть сотрудничает с благотворительными фондами «Подари жизнь», «Обнажённые сердца», «Детские сердца», фондом Оксаны Фёдоровой «Спешите делать добро!», Фондом Константина Хабенского и организует сборы средств для программ помощи детям и молодым людям с тяжёлыми заболеваниями.

## Полицейский рейд
28 октября 2023 года в отдел полиции из Роспотребнадзора поступило заявление гражданки, которая сообщила, что в доме находится нелегальный детский сад. Вначале в детский сад явился участковый, а потом туда ворвались силовики, назвали детей беспризорниками и увезли в участок. «Семерых детей, которых увезли в участок, отпустили. А вот двоих воспитателей всё еще там держат», — добавил основатель сети детсадов в интервью «Москва онлайн». Уполномоченная по правам ребёнка в Москве Ольга Ярославская отметила, что частный детский сад продолжает работать и нарушений выявлено не было, добавив, что будет настаивать на правовой оценке действий сотрудников полиции.